# Peace (canción)
«Peace» (en español, Paz) es el cuadragésimo séptimo disco sencillo del grupo inglés de música electrónica Depeche Mode, el segundo desprendido de su álbum Sounds of the Universe de 2009.
«Peace» es una canción compuesta por Martin Gore, en la cual canta además el coro principal a dueto con el vocalista David Gahan. Gore declaró al diario The Sun que "Peace" era una de las canciones favoritas que ha escrito, explicó que tanto «Peace» como «Little Soul» "daban al álbum una especie de hilo, ambas canciones tienen un aire espiritual real, aunque tenemos que ser muy cuidadosos al utilizar esa palabra."
«Peace» llegó al puesto 57 en las listas del Reino Unido, al igual que el primer sencillo en la historia de DM, "Dreaming of Me" en 1981. Este es el segundo sencillo más bajo del grupo en listas de posiciones del Reino Unido después de "Little 15", que alcanzó el puesto 60 sobre la versión limitada en el Reino Unido en 1988. En Alemania, "Peace" alcanzó el puesto 25.
Fue el primer sencillo de Depeche Mode no publicado en vinilo de 12 desde la canción "Dreaming of Me" en 1981, e incluso se hizo a través de Internet una petición a Mute Records para liberarlo en ese formato.
La versión como sencillo de la canción tiene editado el inicio.

## Descripción
Peace es un tema por completo synthpop, o más bien, como se les conocía en México, tecno-pop, pues posee todas las características de un tema en la tendencia más básica del movimiento tecno de los años ochenta, con una base electrónica sintetizada y modulada de tal modo que alcanza sonidos cósmicos, astronáuticos, verdaderamente siderales, como hechos para un viejo filme de ciencia ficción.
Esto es, haciendo un intencional hincapié en la artificialidad de su musicalización, con antiguos efectos electrónicos de vacío, sonidos informáticos, y una base electrónica reprocesada como si fuese la banda sonora para un viaje al espacio.
En completa oposición, la letra es espiritual, optimista, encomiástica, hecha para darle ánimos al abatido, además de muy sonora repitiendo en su gran coro a dos voces “(la)Paz vendrá a mí”.

## Formatos

### En CD
| CD Mute CDBONG 41 Peace |                            |          |  |
| N.º                     | Título                     | Duración |  |
| 1.                      | «Peace» (versión sencillo) | 3:36     |  |
| 2.                      | «Peace» (SixToes Remix)    | 5:14     |  |

| CD Mute LCDBONG 41 Peace |                                                          |          |  |
| N.º                      | Título                                                   | Duración |  |
| 1.                       | «Peace» (versión sencillo)                               | 3:36     |  |
| 2.                       | «Peace» (Hervé's 'Warehouse Frequencies' Remix)          | 5:10     |  |
| 3.                       | «Peace» (Sander Van Doorn Remix)                         | 8:02     |  |
| 4.                       | «Peace» (Japanese Popstars Remix)                        | 6:46     |  |
| 5.                       | «Peace» (Sid LeRock Remix)                               | 6:35     |  |
| 6.                       | «Peace» (Justus Köhncke Extended Disco Club Vocal Remix) | 6:24     |  |

### En disco de vinilo
7 pulgadas Mute BONG 41  Peace
| Lado A |                            |              |          |  |
| N.º    | Título                     | Escritor(es) | Duración |  |
| 1.     | «Peace» (versión sencillo) | Martin Gore  | 3:36     |  |

| Lado B |                           |                                                |          |  |
| N.º    | Título                    | Escritor(es)                                   | Duración |  |
| 1.     | «Come Back» (Jonsi Remix) | Dave Gahan, Christian Eigner y Andrew Phillpot | 4:04     |  |

### Digital
| Mute iBONG 41 Peace |                                                          |          |  |
| N.º                 | Título                                                   | Duración |  |
| 1.                  | «Peace» (versión sencillo)                               |          |  |
| 2.                  | «Peace» (Hervé's 'Warehouse Frequencies' Remix)          |          |  |
| 3.                  | «Peace» (Justus Köhnkce Extended Disco Club Vocal Remix) |          |  |
| 4.                  | «Peace» (Japanese Popstars Remix)                        |          |  |
| 5.                  | «Peace» (Sid LeRock Remix)                               |          |  |
| 6.                  | «Peace» (SixToes Remix)                                  |          |  |

| Mute LiBONG 41 Peace |                                                          |          |  |
| N.º                  | Título                                                   | Duración |  |
| 1.                   | «Peace» (versión sencillo)                               |          |  |
| 2.                   | «Peace» (Sander Van Doorn Remix)                         |          |  |
| 3.                   | «Peace» (The Exploding Plastic Inevitable JK Disco Club) |          |  |
| 4.                   | «Peace» (Pan/Tone Remix)                                 |          |  |
| 5.                   | «Peace» (Ben Klock Remix)                                |          |  |

## Video promocional
El video musical de "Peace" fue dirigido por el dúo francés Jonas & François, filmado en Rumania, protagonizado por la actriz también rumana Maria Dinulescu y como curiosidad no aparecen los miembros de DM excepto por un cartel publicitario de fondo hacia su conclusión, debido a la hospitalización de Dave Gahan que les obligara a cancelar varias fechas del Tour of the Universe, con lo cual el vídeo resultó parecido a los de los Chemical Brothers, pues igual que en los de éstos DM solo tiene un breve cameo.
El vídeo trata sobre una mujer soldado y las tribulaciones por las cuales ha de pasar en un ambiente tenso y desolador, esperando siempre por algo mejor. El vídeo está disponible en el directo Barcelona 20/21.11.09 de 2010 y en Video Singles Collection de 2016.
Para la gira Tour of the Universe del álbum, adicionalmente el director Anton Corbijn realizó una proyección de fondo para las interpretaciones de Peace, en la cual se mostraban antiguas imágenes de guerra en blanco y negro, mientras la esfera común a todas las proyecciones de esa gira aparecía como la carátula de un reloj de manecillas.

## En directo
El tema fue interpretado solo durante la primera etapa de la gira Tour of the Universe, aunque no para todas las fechas, mientras desde los destinos en Hispanoamérica se excluyó del repertorio.
La interpretación era desde luego meramente electrónica aunque con la batería acústica en manos de Christian Eigner, pues ésta tiene parte fundamental dentro de la canción.

## Listas musicales de canciones
| América     |                 |    |
| Argentina   | Top 100 Singles | 70 |
| Europa      |                 |    |
| Alemania    | Top 100 Singles | 25 |
| Austria     | Top 75 Singles  | 72 |
| Europa      | Hot 100 Singles | 45 |
| Francia     | Top 100 Singles | 18 |
| Reino Unido | Top 75 Singles  | 57 |
| Suecia      | Top 60 Singles  | 59 |
| Suiza       | Top 100 Singles | 53 |